# Milton Giménez
Milton Giménez (ur. 12 sierpnia 1996 w Grand Bourg) – argentyński piłkarz występujący na pozycji napastnika, od 2024 roku zawodnik Boca Juniors.